# Jejosephia pusilla
Jejosephia pusilla är en orkidéart som först beskrevs av J. Joseph och H.Deka, och fick sitt nu gällande namn av A.Nageswara Rao och K.J. Mani. Jejosephia pusilla ingår i släktet Jejosephia och familjen orkidéer. Inga underarter finns listade i Catalogue of Life.